# Dülük
Dülük (en armeni Տլուք Tluk, en grec antic Δολίχη Dolikhē, en llatí Dŏlĭchē, en kurd Dîlok) és una ciutat del districte de Şehitkamil, al nord-oest de Gaziantep, Turquia. Es troba molt propera a aquesta ciutat i a la vall del Nahr Karzin, al peu de l'Anti Taure (Kurd Dagh).
Fou una ciutat hitita anomenada Dòlique pels grecs. Els selèucides anomenaven la regió Antioquia del Taure (Αντιόχεια του Ταύρου Antiókheia tou Taurou), que va subsistir en temps dels romans; els romans d'Orient en van dir Teluc (Τελούχ, Telukh); i els àrabs, Diba. Aquests la van conquerir sota Iyad ibn Ghanim i va esdevenir una fortalesa de frontera; va pertànyer al jund de Kinnasrin i sota Harun ar-Raixid al territori dels Awasim. El 962 fou conquerida pels romans d'Orient en la guerra contra els hamdànides d'Alep. Durant les croades pertanyé al comtat d'Edessa i fou seu d'un bisbe portant el nom de Tulupe i fou teatre de diversos combats. Nur-ad-Din Mahmud la va conquerir el 1155 quan ja la seva fortalesa estava quasi en ruïnes i la població s'havia reduït sensiblement.
El 1516 va passar a domini otomà; el seu nom es conserva en el poblet de Dülük Köy i al Tell Dülük una mica al sud de l'anterior.